# Островські
Островські (пол. Ostrowscy) - (старо)руський і козачий, литовський і польський, український  рід (роди). 
(Равита-Островські) — український дворянський й польский графський рід (польськ. Ostrowski) герба Равич, рід з Малої Польщі. 
| Девіз                                                   | Dei servus sum |
| Титул                                                   | графи          |
| Підданство                                              |                |
| - Річ Посполита - Царство Польське - Королівство Прусія |                |

Були у багатьох Поляків, та Українців приблизно з княжої Польщі а саме в 15, 16 століть.